# Amt Wittenburg
Amt Wittenburg – niemiecki związek gmin leżący w kraju związkowym Meklemburgia-Pomorze Przednie, w powiecie Ludwigslust-Parchim. Siedziba związku znajduje się w mieście Wittenburg.
W skład związku wchodzą dwie gminy:
1. Wittenburg, miasto
2. Wittendörp

## Zmiany administracyjne
25 maja 2014 gminy: Körchow oraz Lehsen przyłączono do miasta Wittenburg.